# Gaotangling (häradshuvudort i Kina, Hunan Sheng, lat 28,37, long 112,82)
Gaotangling (kinesiska: Kao-t’ang-ling, 高塘岭, 望城县) är en häradshuvudort i Kina. Den ligger i provinsen Hunan, i den södra delen av landet, omkring 24 kilometer nordväst om provinshuvudstaden Changsha. Antalet invånare är 523 660. Befolkningen består av 257 495 kvinnor och 266 165 män. Barn under 15 år utgör 13,0 %, vuxna 15-64 år 76 %, och äldre över 65 år 10,0 %.
Runt Gaotangling är det tätbefolkat, med 442 invånare per kvadratkilometer. Närmaste större samhälle är Wangyue, 17,5 km sydost om Gaotangling. Runt Gaotangling är det i huvudsak tätbebyggt.
Genomsnittlig årsnederbörd är 1 710 millimeter. Den regnigaste månaden är maj, med i genomsnitt 305 mm nederbörd, och den torraste är oktober, med 46 mm nederbörd.